# Mandu (plat)
Pour les articles homonymes, voir Mandu.
Les mandu (만두, 饅頭) en coréen vient du mantou (馒头) en chinois, qui désigne une sorte de pain vapeur souvent servi dans la cuisine chinoise. Les mandu coréens sont influencés par le mantou chinois, mais ils ont évolué dans la culture coréenne. Les mandu peuvent être cuits à la vapeur, bouillis, cuits à la poêle ou frits. Les styles varient également selon les régions de la péninsule coréenne. Les mandu ont longtemps fait partie de la cuisine de la cour royale coréenne, mais on les trouve désormais dans les supermarchés, les restaurants et les snacks tels que les pojangmacha et les bunsikjip partout en Corée.

## Nom et étymologie
Le nom est apparenté aux noms de types similaires de boulettes remplies de viande le long de la route de la soie en Asie centrale, comme le manta ouïgour (مانتا), le manti turc, le mänti kazakh (мәнті), le manti ouzbek, le mantoo afghan et le mantʿi arménien (մանթի),. Le chinois mántou (馒头 ; 饅頭) est également considéré comme un apparenté, qui désignait autrefois des boulettes fourrées à la viande, mais désigne aujourd'hui des petits pains cuits à la vapeur sans aucune garniture,,,,,.
Le mandu peut être divisé en deux types : gyoja (교자, 餃子) et poja (포자, 包子). En chinois, les catégories de boulettes sont appelées respectivement jiǎozi (饺子 ; 餃子) et bāozi (包子), qui sont des cognats des mots coréens. En mongol, les boulettes de ce type sont appelées buuz (бууз), qui est également un équivalent.

## Histoire
On pense que les mandu ont été introduits pour la première fois en Corée par les Mongols Yuan au 14e siècle, sous le règne de la dynastie Goryeo,. La religion d'État de Goryeo était le bouddhisme, qui décourageait la consommation de viande. L'incursion mongole dans Goryeo a assoupli l'interdiction religieuse de consommer de la viande, et le mandu faisait partie des plats nouvellement importés qui comprenaient de la viande.
Il est également possible que le mandu soit arrivé en Corée bien plus tôt, en provenance du Moyen-Orient, par la route de la soie. Les historiens soulignent que de nombreuses cuisines à base de blé, comme les boulettes et les nouilles, sont originaires de Mésopotamie et se sont progressivement répandues à partir de là. Elle s'est également répandue vers l'est le long de la route de la soie, laissant de nombreuses versions du mandu dans toute l'Asie centrale et orientale.
Une chanson folklorique de l'ère Goryeo, Ssanghwajeom, raconte l'histoire d'un magasin de mandu (ssanghwa signifiant « boulettes », et jeom signifiant « magasin ») tenu par un étranger, probablement d'origine centrasiatique,.

## Variantes
Si les boulettes sont grillées ou frites, on les appelle gun-mandu (군만두) ; lorsqu'elles sont cuites à la vapeur, jjin-mandu (찐만두) ; et lorsqu'elles sont bouillies, mul-mandu). En Corée du Nord, les styles de mandu varient selon les régions du pays.
- Mul-mandu (물만두), il signifie « mandu bouilli »[15]
- Gun-mandu (군만두) est un mandu poêlé, il est dérivé de guun-mandu 구운만두=>군만두 pour signifier qu'il s'agit de boulettes « poêlées ». On l'appelle parfois par son nom japonais, yakimandu[16],[17].
- Jjin-mandu (찐만두) est cuit à la vapeur, soit dans un cuit-vapeur traditionnel en bambou, soit dans des versions modernes[11].
- gullin-mandu (굴린만두), ou appelé gulmandu, est une variété de mandu en forme de boule sans couverture. Il est principalement consommé en été[18].
- Wang mandu (왕만두), est un petit pain farci de porc et de légumes, semblable au baozi chinois.
- Pyeonsu (편수), mandu farci de légumes de forme rectangulaire. Il est principalement consommé en été et constitue une spécialité locale de Kaesŏng, en Corée du Nord[19].
- Eo-mandu (어만두), mandu enveloppé de filet de poisson tranché. Il était à l'origine consommé par la cour royale coréenne et les familles yangban (classe noble)[20]
- Saengchi-mandu (생치만두), mandu farci de viande de faisan, de bœuf et de tofu, qui était consommé à la cour royale coréenne et dans la région de Séoul en hiver[21].
- Seongnyu-mandu (석류만두), littéralement « boulette de grenade » en raison de sa forme[22].
- So-mandu (소만두), mandu farci uniquement de légumes, qui étaient à l'origine consommés dans les temples bouddhistes[23].
- Gyuasang (규아상), mandu farci de concombre râpé et de bœuf haché en forme de concombre de mer. Il est principalement consommé en été[24].
- Kimchi-mandu (김치만두), mandu dont la farce contient du kimchi. L'ajout de kimchi lui donne un goût plus épicé par rapport aux autres mandu.
- Napjak-mandu (납작만두), une spécialité de Daegu. Comme son nom l'indique (napjak en coréen signifie « plat »), le mandu n'est pas aussi dodu que les autres types. Une petite quantité de nouilles de verre et de légumes hachés sont placés à l'intérieur du mandu. Le mandu est ensuite bouilli une fois et frit à la poêle une fois, puis on le termine avec une sauce de trempage faite de sauce soja et de poudre de piment rouge, et on garnit le dessus de légumes[25].

## Dans la culture populaire
Dans le film sud-coréen Old Boy (2003), le protagoniste Oh Dae-Su est nourri régulièrement de mandu frit, l'aliment qu'il déteste le plus, pendant qu'il est emprisonné.